# Rauf Kılıç
Rauf Kılıç (* 10. Dezember 1964 in Yozgat) ist ein ehemaliger türkischer Fußballspieler.

## Karriere
Kılıçs Karriere begann 1982 bei Galatasaray Istanbul und er spielte dort bis 1984. Zur Saison 1984/85 wechselte der Stürmer zu Tarsus İdman Yurdu in die 2. Liga. Bei Tarsus İdman Yurdu kam er zu 49 Ligaspielen und erzielte acht Tore. Nach einer Saison bei Adana Demirspor spielte Kılıç vier Jahre lang bei Gaziantepspor. In der Saison 1989/90 gelang Gaziantepspor der Aufstieg in die 1. Liga. 
Seine letzte Saison spielte er 1992/93 bei Bartınspor.

## Erfolge
Gaziantepspor
- Zweitligameister: 1990